# وجوشکویا
وجوشکویا (نام علمی: ') نام یک سرده از تیره سرخ‌سوسماران است.